# Background
El background, en el periodisme, és la part d'una notícia que aporta les dades de context que permeten comprendre l'abast de la informació. Aquestes dades són principalment històriques, però també poden ser d'identificació dels personatges, per exemple. Habitualment les notícies més comprensibles i aclaridores són les que tenen un millor background. La seva absència a les notícies les fa incomprensibles pels lectors que no disposen de la mateixa informació que el periodista que l'ha escrit. Els paràgrafs de background d'una informació són fàcils d'identificar i els lectors que coneixen els antecedents de la informació se'ls acostumen a saltar.